# Foca

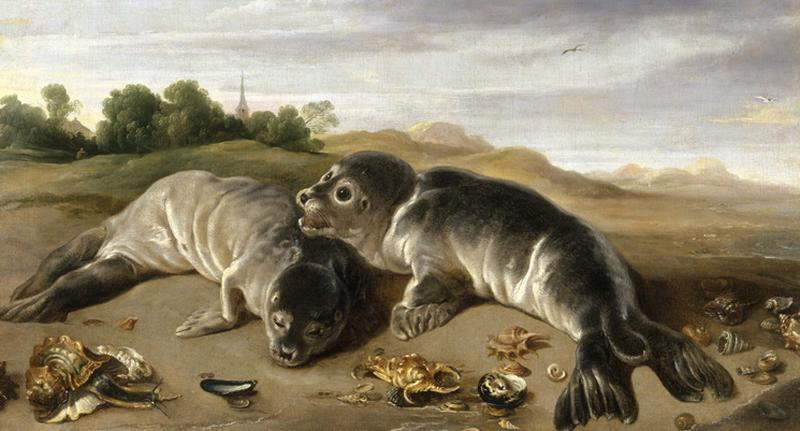
Paul de Vos

As focas são mamíferos da família dos focídeos (em latim científico, Phocidae, que possui também duas espécies de elefantes-marinhos), super-família dos pinípedes (Pinnipedia), adaptadas à vida marinha. O corpo de uma foca é hidrodinâmico, semelhante a um torpedo, com os membros posteriores e anteriores em forma de nadadeira. Outro detalhe interessante é que as focas não possuem orelhas, o que as distingue da família Otariidae (leões-marinhos). Todas essas características fazem, das focas, excelentes nadadoras. Em contrapartida, as focas não têm habilidade em terra firme, sendo presas fáceis para ursos-polares e caçadores, uma vez que se locomovem a partir de movimentos e flexões que a permitem ganhar velocidade para deslizar em meio terrestre.

## Etimologia
"Foca" se originou do termo grego phóke, através do termo latino phoca.

## Características
As focas são carnívoras e alimentam-se de peixes e cefalópodes. Geralmente, reproduzem-se em colónias.
As focas possuem em torno de 1,75 m de comprimento, pesam de 80 a 100 kg e o período de reprodução é entre fevereiro e maio.
Localizam-se na região do Polo Norte e na Antártida e são excelentes e ágeis nadadoras. Suas orelhas são internas e possuem poucos pelos no corpo, sendo que eles são grossos e curtos, tendo a coloração cinza ou marrom escuro. As focas são capazes de fechar as narinas embaixo d'água enquanto procuram comida. Geralmente, os adultos machos medem aproximadamente 2 metros de extensão. Com aproximadamente 6 meses de vida, o filhote de foca já consegue nadar sozinho. As focas se comunicam entre si através da emissão de sons graves e podem viver 50 anos.

## Taxonomia
Subordem Pinnipedia
- Família Otariidae: leões-marinhos
- Família Odobenidae: morsas
- Família  Phocidae
  - Subfamília Monachinae
    - Tribo Monachini
      - Monachopsis (extinto)
      - Pristiphoca (extinto)
      - Properiptychus (extinto)
      - Messiphoca (extinto)
      - Mesotaria (extinto)
      - Callophoca (extinto)
      - Pliophoca (extinto)
      - Pontophoca (extinto)
      - Foca-monge-do-havaí, Monachus schauinslandi
      - Foca-monge-do-mediterrâneo, Monachus monachus
      - Foca-monge-das-caraíbas, Monachus tropicalis (provavelmente extincto por volta de 1950)

    - Tribo Miroungini
      - Elefante-marinho-do-norte, Mirounga angustirostris
      - Elefante-marinho-do-sul, Mirounga leonina

    - Tribo Lobodontini
      - Monotherium wymani (extinto)
      - Foca-de-Ross, Ommatophoca rossi
      - Foca-caranguejeira, Lobodon carcinophagus
      - Foca-leopardo, Hydrurga leptonyx
      - Foca-de-weddell, Leptonychotes weddelli

    - Acrophoca longirostris, (extinto)
    - Piscophoca pacifica (extinto)
    - Homiphoca capensis (extinto)

  - Subfamília Phocinae
    - Kawas benegasorum (extinto)
    - Leptophoca lenis (extinto)
    - Preapusa (extinto)
    - Cryptophoca (extinto)
    - Foca-barbuda, Erignathus barbatus
    - Tribo Phocini
      - Foca-comum, Phoca vitulina
      - Phoca largha
      - Foca-anelada Phoca hispida
      - Nerpa ou Foca-do-baikal, Phoca sibirica - única foca de água doce
      - Foca-do-mar-cáspio, Phoca caspica
      - Foca-da-groenlândia, Phoca groenlandica (ou Pagophilus groenlandicus)
      - Foca-de-bandas, Phoca fasciata
      - Foca-de-crista, Cystophora cristata
      - Phocanella (extinto)
      - Platyphoca (extinto)
      - Gryphoca (extinto)

## Galeria

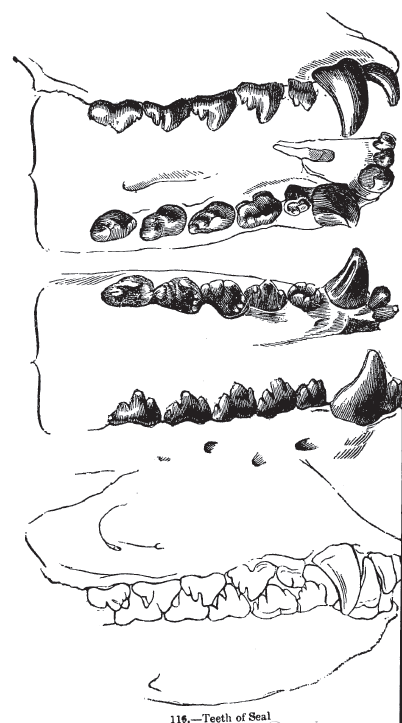
Dentição animal de foca (Phoca vitulina)
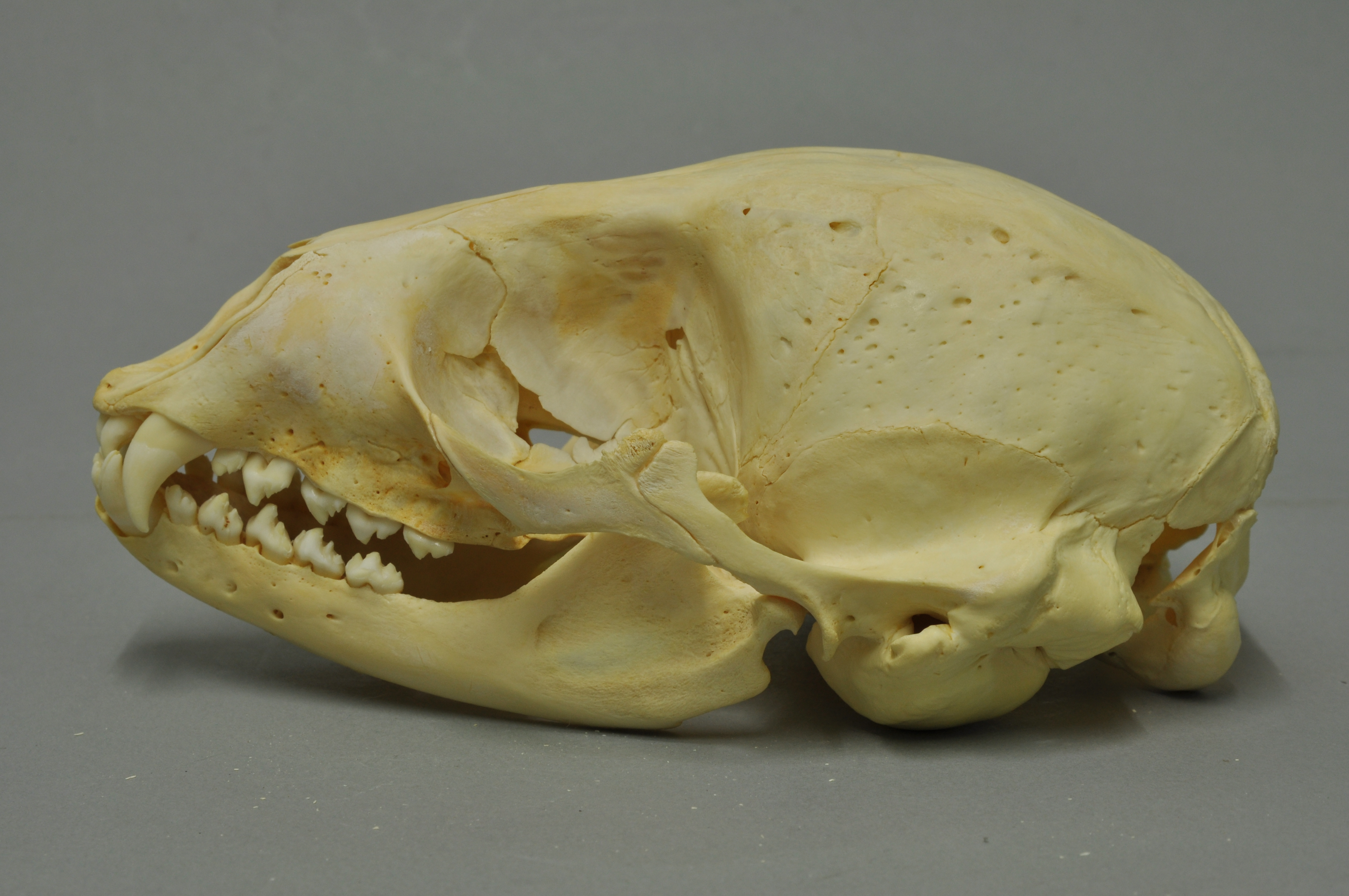
Crânio de foca (Phoca vitulina)
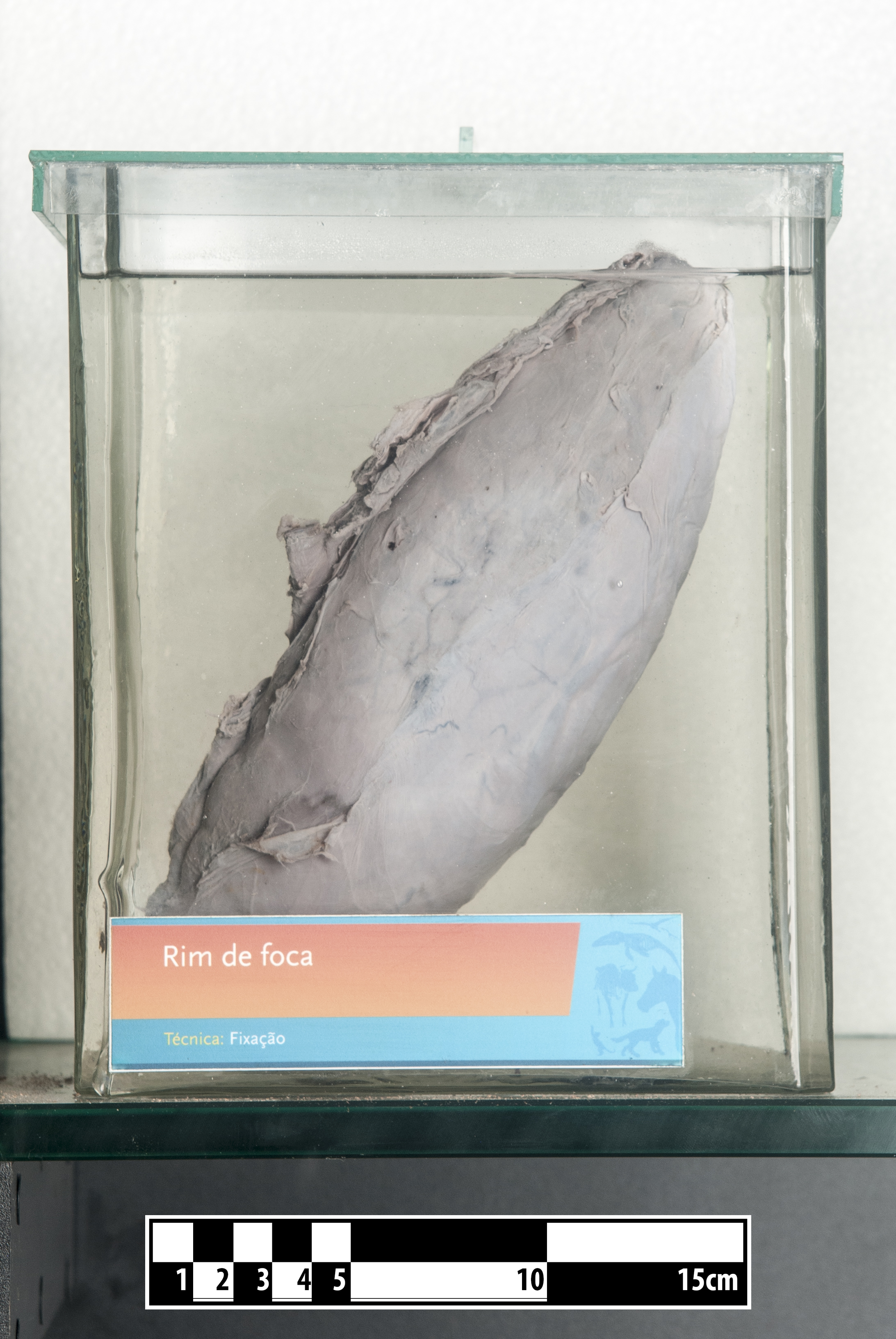
Rim de foca. Em exposição no MAV/USP.